# SPIRES
Stanford Physics Information Retrieval System (SPIRES) este o bază de date de lucrări (articole, preprinturi, cărți) în domeniul fizicii energiilor înalte, creată și menținută la acceleratorul liniar de la Universitatea Stanford (California). În anul 2007 colecția cuprindea circa 1 mln de lucrări. 
In aprilie 2012, SPIRES a fost inlocuit complet de INSPIRE-HEP, care in acest moment este cea mai importanta platforma de informatii in domeniul High Energy Physics.